# Davduospina capensis
Davduospina capensis är en insektsart som beskrevs av Evans 1947. Davduospina capensis ingår i släktet Davduospina och familjen dvärgstritar. Inga underarter finns listade i Catalogue of Life.